# Оло (Арјеж)
Оло (фр. Aulos (Ariège)) је насељено место у Француској у региону Миди Пирене, у департману Арјеж.
По подацима из 2011. године у општини је живело 55 становника, а густина насељености је износила 52,88 становника/km².

## Демографија
| 1962. | 1968. | 1975. | 1982. | 1990. | 2011. |
| ----- | ----- | ----- | ----- | ----- | ----- |
| 71    | 91    | 81    | 60    | 38    | 55    |